# Edgardo Togni
Edgardo Togni  fue un productor y director de cine argentino que trabajó en su país en las décadas de 1940, 1950 y 1960.
Fue uno de los fundadores de la entidad Directores Argentinos Cinematográficos en 1958.

## Filmografía
Asistente de producción
- La verdadera victoria (1944)
- Mosquita muerta (1946)
- Navidad de los pobres (1947)
- El tango vuelve a París (1948)
- Un tropezón cualquiera da en la vida (1949)
- Mujeres que bailan (1949)
- Juan Globo (1949)
- Toscanito y los detectives (1950)

Jefe de producción
- Vivir un instante (1951)

Ayudante de dirección
- Palermo (1937)
- Con el dedo en el gatillo (1940)
- La mentirosa (1942)

Dirección de producción
- Celos (1946)
- Una mujer sin cabeza (1947)
- La vendedora de fantasías (1950)

Asistente de dirección
- Confesión (1940)
- Historia de una noche (1941)
- Los ojos más lindos del mundo (1943)
- Pasaporte a Río (1948)

Guionista
- Argentina tierra pródiga (1963)

Director
- Su seguro servidor (1954)
- Los maridos de mamá (1956)
- Hay que bañar al nene (1958)
- Comahue (1963)
- Argentina tierra pródiga (1963)